# Orquestra Sinfônica de Detroit
A Orquestra Sinfônica de Detroit é uma orquestra sinfônica americana baseada em Detroit, Michigan. Apresenta-se no Orchestra Hall no Max M. Fisher Music Center, em Detroit. Seus concertos são apreciados por aproximadamente 450 mil pessoas por ano e incluem séries de concertos educacionais para crianças, começando em 1926.

## História
A Orquestra Sinfônica de Detroit foi fundada em 1914 por dez mulheres da sociedade de Detroit, que contribuíram com 100 dólares para a organização. Eles escolheram o primeiro Diretor Musical da orquestra, Weston Gles, um organista de uma igreja de Boston, com apenas 27 anos de idade. A primeira performance da orquestra aconteceu dia 26 de fevereiro de 1914, na velha Casa de Ópera de Detroit.
Em 1918 apontaram o pianista russo Ossip Gabrilowitsch como Diretor Musical, trazendo status para a nova orquestra. Amigo dos compositores Gustav Mahler e Sergei Rachmaninoff, Gabrilowitsch aceitou a posição apenas se um novo auditório fosse construído. Orchestra Hall foi completado para o novo Diretor Musical em 1919, em quatro meses e vinte e três dias. Sob a direção de Gabrilowitsch a orquestra tornou-se rapidamente uma das mais proeminentes orquestras dos Estados Unidos, apresentando-se com os maiores artistas da época. Em 1922 a orquestra foi a primeira orquestra do mundo a transmitir um concerto pelo rádio, com Gabrilowitsch conduzindo a Artur Schnabel no piano. De 1934 a 1942, a orquestra apresentou-se para milhões de pessoas de todo o país como a orquestra oficial do The Ford Sunday Evening House, um programa nacional de rádio.
Em 1939, três anos após a morte prematura de Gabrilowitsch, a orquestra mudou-se do Orchestra Hall para o Masonic Temple Theatre, após grandes problemas com a Grande Depressão. Em 1946 a orquestra mudou-se para o Wilson Theater, renomeando-o para Music Hall. Em 1956, mudou para o Ford Auditorium, onde permaneceu por 33 anos. A orquestra conseguiu prestígio nacional novamente sob o Diretor Musical Paul Paray. Paray foi sucedido por grandes Diretores Musicais: Sixten Ehrling, Aldo Ceccato, Antal Doráti e Günther Herbig. Em 1989, após 20 anos de restauração, a Orquestra retornou ao Orchestra Hall.
A Orquestra produziu muitas gravações para a Victor, London, Decca, Mercury, RCA, Chandos e DSO Labels. A gravação de A Sagração da Primavera, de Igor Stravinsky foi o primeiro CD a receber o Grand Prix du Disque.
Neeme Järvi tornou-se Diretor Musical em 1990, servindo até 2005, sendo a segunda maior direção da história da orquestra. Após cinco anos de procura, a orquestra anunciou em outubro de 2007 o nome de Leonard Slatkin, sendo o vigésimo Diretor Musical da orquestra. Peter Oundjian foi nomeado Maestro Convidado Residente. Em fevereiro de 2010 a orquestra anunciou que o contrato de Slatkin foi estendido até a temporada de 2012/13.

## Diretores Musicais
- Weston Gales (1914–1917)
- Ossip Gabrilowitsch (1918–1936)
- Victor Kolar (1940–1942)
- Karl Krueger (1944–1949)
- Paul Paray (1951–1962)
- Sixten Ehrling (1963–1973)
- Aldo Ceccato (1973–1977)
- Antal Doráti (1977–1981)
- Günther Herbig (1984–1990)
- Neeme Järvi (1990–2005)
- Leonard Slatkin (2008)